# Ајфел
Ајфел је ланац планина средње висине на западу Немачке. Простире од југозапада савезне државе Северна Рајна-Вестфалија до северозапада државе Рајна-Палатинат, између Ахена на северу и Трира на југу. На западу се овај планински ланац наслања на Ардене у Белгији и Луксембургу. На југу и истоку планине Ајфел ограничавају долине Рајне и Мозела. 
Највиши врх планина Ајфел висок је 747 метара. Планине се састоје од кречњака, кварцита, латита и базалтних вулканских стена. Пре око 10.000 година овде су били веома активни вулкани. 
Цело подручје покрива око 5300 км². Северни део Ајфела је од 2004. заштићен као национални парк (110 км²). У овој области се налази стаза формуле 1 Нирнбургринг. 